# Théoctiste de Bucarest
Pour les articles homonymes, voir Théoctiste.
Théoctiste, en roumain Teoctist (né Toader Arăpașu dans le village de Tocileni, județ de Botoșani, le 7 février 1915 et mort le 30 juillet 2007 à Bucarest) fut le primat de l'Église orthodoxe roumaine du 9 novembre 1986 au 30 juillet 2007.

## Biographie
Issu d'une famille nombreuse, Toader Arăpașu est entré au monastère de Sihăstria dès l'âge de quatorze ans, avant de faire ses études à la faculté de théologie de Bucarest, puis de devenir prêtre en 1945. Il fait partie de la génération de clercs qui a du composer avec le pouvoir absolu et exclusif du Parti communiste roumain (6 mars 1945-22 décembre 1989) et de sa police politique, la Securitate. Plus l'allégeance était fiable, plus la carrière était brillante. Théoctiste est nommé évêque en 1950 et élu patriarche en novembre 1986.
Malgré l'emprisonnement de prêtres par la Securitate et la démolition d'églises (pour certaines, monuments historiques séculaires) sous le mandat du président Nicolae Ceaușescu, la fidélité de Théoctiste au régime ne se démentit jamais : il alla même jusqu'à féliciter Ceaușescu après le massacre de Timișoara. En effet, le 18 décembre 1989, quatre jours avant le renversement du régime, le Saint-Synode tint conseil et Théoctiste annonça qu'il appuyait la répression du mouvement anticommuniste de Timișoara, proclamant, à l'unisson du parti communiste roumain, que la révolte était causée par une ingérence étrangère. Théoctiste envoya un télégramme à Ceaușescu, le louant pour ses « actions admirables », sa « sage gouvernance », et soutenant que les Roumains vivaient dans un « âge d'or portant adéquatement et justement son nom ».
Ce n'est que le jour précédent l'exécution de Ceaușescu, le 24 décembre 1989 que le patriarche fit un virage politique de 180 degrés en condamnant le chef de l'État comme étant « un nouvel Herode ». Le 4 janvier 1990, Toader Arăpașu démissionna de sa charge de Patriarche de l'Église orthodoxe roumaine, qui présenta ses excuses au nom de « ceux qui n'eurent pas le courage de défendre les martyrs ». Cependant, sur l'insistance du FSN (nouvel avatar, socialiste et démocratique, de l'ex-PC et de la nomenklatura), il fut à nouveau désigné comme Patriarche en avril 1990, et quitta sa brève retraite. Face aux architectes qui réclamaient la reconstruction des églises historiques démolies sous Ceaușescu, il s'engagea dans le projet de « cathédrale du salut de la nation roumaine », que ces mêmes architectes qualifiaient de « variante religieuse des projets mégalomaniaques du dictateur déchu ».
Toader Arăpașu avait reçu le pape Jean Paul II en mai 1999, avant de se rendre lui-même au Vatican en octobre 2002. Ce dialogue œcuménique n'implique cependant aucun rapprochement entre l'Église orthodoxe roumaine et l'Église catholique, en qui le Patriarche voyait une influence étrangère à limiter. Ainsi, sur le plan des relations avec l’église grecque-catholique roumaine, interdite pendant la période communiste et redevenue légale en 1990, Théoctiste s'opposa fermement à la restitution des 2000 églises gréco-catholiques confisquées en 1948 par l’État communiste et attribués à l’Église orthodoxe roumaine : malgré les assurances qu'il avait données à ce sujet au pape catholique, en 2007, seules 152 églises ont été restituées, et pas spontanément mais après procès et décision de justice. Sur le plan de l'ecclésiologie aussi, Théoctiste s'opposa au catholicisme en juin 2007, peu avant sa mort, en exprimant son désaccord avec le document de la congrégation pour la doctrine de la foi visant à expliquer le sens de la phrase subsistit in.